# 5.ª etapa de la Vuelta a España 2019
La 5.ª etapa de la Vuelta a España 2019 tuvo lugar el 28 de agosto de 2019 entre La Eliana y el Observatorio Astrofísico de Javalambre sobre un recorrido de 170,7 km y fue ganada en solitario por el español Ángel Madrazo del Burgos-BH. El colombiano Miguel Ángel López del Astana se convirtió en el nuevo portador del maillot rojo de líder.

## Clasificación de la etapa
| \| Clasificación de la etapa \| Clasificación de la etapa \| Clasificación de la etapa \| Clasificación de la etapa \| Clasificación de la etapa \| \| Ciclista \| Ciclista \| Equipo \| Tiempo \| \| \| ------------------------- \| ------------------------- \| -------------------------- \| ------------------------- \| ------------------------- \| \| 1.º \| Ángel Madrazo \| Burgos-BH \| 4 h 58 min 31 s \| \| \| 2.º \| Jetse Bol \| Burgos-BH \| + 10 s \| \| \| 3.º \| José Herrada \| Cofidis, Solutions Crédits \| + 22 s \| \| \| 4.º \| Miguel Ángel López \| Astana \| + 47 s \| \| \| 5.º \| Alejandro Valverde \| Movistar Team \| + 59 s \| \| \| 6.º \| Primož Roglič \| Team Jumbo-Visma \| + 59 s \| \| \| 7.º \| Tadej Pogačar \| UAE Team Emirates \| + 1 min 29 s \| \| \| 8.º \| Nairo Quintana \| Movistar Team \| + 1 min 41 s \| \| \| 9.º \| Sepp Kuss \| Team Jumbo-Visma \| + 1 min 41 s \| \| \| 10.º \| Esteban Chaves \| Mitchelton-Scott \| + 1 min 46 s \| \| |                    |                            |                 |
| |                    |                            |                 |
| Fuente: ProCyclingStats |                    |                            |                 |
| Clasificación de la etapa |                    |                            |                 |
| Ciclista | Ciclista           | Equipo                     | Tiempo          |
| 1.º | Ángel Madrazo      | Burgos-BH                  | 4 h 58 min 31 s |
| 2.º | Jetse Bol          | Burgos-BH                  | + 10 s          |
| 3.º | José Herrada       | Cofidis, Solutions Crédits | + 22 s          |
| 4.º | Miguel Ángel López | Astana                     | + 47 s          |
| 5.º | Alejandro Valverde | Movistar Team              | + 59 s          |
| 6.º | Primož Roglič      | Team Jumbo-Visma           | + 59 s          |
| 7.º | Tadej Pogačar      | UAE Team Emirates          | + 1 min 29 s    |
| 8.º | Nairo Quintana     | Movistar Team              | + 1 min 41 s    |
| 9.º | Sepp Kuss          | Team Jumbo-Visma           | + 1 min 41 s    |
| 10.º | Esteban Chaves     | Mitchelton-Scott           | + 1 min 46 s    |

## Clasificaciones al final de la etapa

### Clasificación general
| \| Clasificación general \| Clasificación general \| Clasificación general \| Clasificación general \| Clasificación general \| \| Ciclista \| Ciclista \| Equipo \| Tiempo \| \| \| --------------------- \| --------------------- \| --------------------- \| --------------------- \| --------------------- \| \| 1.º \| Miguel Ángel López \| Astana \| 18 h 55 min 21 s \| \| \| 2.º \| Primož Roglič \| Team Jumbo-Visma \| + 14 s \| \| \| 3.º \| Nairo Quintana \| Movistar Team \| + 23 s \| \| \| 4.º \| Alejandro Valverde \| Movistar Team \| + 28 s \| \| \| 5.º \| Nicolas Roche \| Team Sunweb \| + 57 s \| \| \| 6.º \| Rigoberto Urán \| EF Education First \| + 59 s \| \| \| 7.º \| Esteban Chaves \| Mitchelton-Scott \| + 1 min 17 s \| \| \| 8.º \| Rafał Majka \| Bora-Hansgrohe \| + 1 min 18 s \| \| \| 9.º \| Tadej Pogačar \| UAE Team Emirates \| + 1 min 49 s \| \| \| 10.º \| Wilco Kelderman \| Team Sunweb \| + 1 min 50 s \| \| |                    |                    |                  |
| |                    |                    |                  |
| Fuente: ProCyclingStats |                    |                    |                  |
| Clasificación general |                    |                    |                  |
| Ciclista | Ciclista           | Equipo             | Tiempo           |
| 1.º | Miguel Ángel López | Astana             | 18 h 55 min 21 s |
| 2.º | Primož Roglič      | Team Jumbo-Visma   | + 14 s           |
| 3.º | Nairo Quintana     | Movistar Team      | + 23 s           |
| 4.º | Alejandro Valverde | Movistar Team      | + 28 s           |
| 5.º | Nicolas Roche      | Team Sunweb        | + 57 s           |
| 6.º | Rigoberto Urán     | EF Education First | + 59 s           |
| 7.º | Esteban Chaves     | Mitchelton-Scott   | + 1 min 17 s     |
| 8.º | Rafał Majka        | Bora-Hansgrohe     | + 1 min 18 s     |
| 9.º | Tadej Pogačar      | UAE Team Emirates  | + 1 min 49 s     |
| 10.º | Wilco Kelderman    | Team Sunweb        | + 1 min 50 s     |

### Clasificación por puntos
| Clasificación por puntos | Clasificación por puntos | Clasificación por puntos | Clasificación por puntos | Clasificación por puntos |
| Ciclista                 | Ciclista                 | Equipo                   | Puntos                   |                          |
| ------------------------ | ------------------------ | ------------------------ | ------------------------ | ------------------------ |
| 1.º                      | Sam Bennett              | Bora-Hansgrohe           | 45 pts                   |                          |
| 2.º                      | Fabio Jakobsen           | Deceuninck-Quick Step    | 34 pts                   |                          |
| 3.º                      | Nairo Quintana           | Movistar Team            | 33 pts                   |                          |
| 4.º                      | Primož Roglič            | Team Jumbo-Visma         | 28 pts                   |                          |
| 5.º                      | Ángel Madrazo            | Burgos-BH                | 26 pts                   |                          |
| 6.º                      | Luka Mezgec              | Mitchelton-Scott         | 25 pts                   |                          |
| 7.º                      | Jetse Bol                | Burgos-BH                | 24 pts                   |                          |
| 8.º                      | Nicolas Roche            | Team Sunweb              | 22 pts                   |                          |
| 9.º                      | Edward Theuns            | Trek-Segafredo           | 22 pts                   |                          |
| 10.º                     | Jon Aberasturi           | Caja Rural-Seguros RGA   | 22 pts                   |                          |

### Clasificación de la montaña
| Clasificación de la montaña | Clasificación de la montaña | Clasificación de la montaña | Clasificación de la montaña | Clasificación de la montaña |
| Ciclista                    | Ciclista                    | Equipo                      | Puntos                      |                             |
| --------------------------- | --------------------------- | --------------------------- | --------------------------- | --------------------------- |
| 1.º                         | Ángel Madrazo               | Burgos-BH                   | 33 pts                      |                             |
| 2.º                         | Jetse Bol                   | Burgos-BH                   | 11 pts                      |                             |
| 3.º                         | Alejandro Valverde          | Movistar Team               | 6 pts                       |                             |
| 4.º                         | José Herrada                | Cofidis, Solutions Crédits  | 6 pts                       |                             |
| 5.º                         | Sander Armée                | Lotto-Soudal                | 4 pts                       |                             |
| 6.º                         | Jelle Wallays               | Lotto-Soudal                | 3 pts                       |                             |
| 7.º                         | Pierre Latour               | AG2R La Mondiale            | 3 pts                       |                             |
| 8.º                         | Jonathan Lastra             | Caja Rural-Seguros RGA      | 3 pts                       |                             |
| 9.º                         | Miguel Ángel López          | Astana                      | 2 pts                       |                             |
| 10.º                        | Ruben Guerreiro             | Katusha-Alpecin             | 2 pts                       |                             |

### Clasificación de los jóvenes
| Clasificación del mejor joven | Clasificación del mejor joven | Clasificación del mejor joven | Clasificación del mejor joven | Clasificación del mejor joven |
| Ciclista                      | Ciclista                      | Equipo                        | Tiempo                        |                               |
| ----------------------------- | ----------------------------- | ----------------------------- | ----------------------------- | ----------------------------- |
| 1.º                           | Miguel Ángel López            | Astana                        | 18 h 55 min 21 s              |                               |
| 2.º                           | Tadej Pogačar                 | UAE Team Emirates             | + 1 min 49 s                  |                               |
| 3.º                           | Sergio Higuita                | EF Education First            | + 2 min 40 s                  |                               |
| 4.º                           | Ruben Guerreiro               | Katusha-Alpecin               | + 3 min 18 s                  |                               |
| 5.º                           | Óscar Rodríguez Garaicoechea  | Euskadi Basque Country-Murias | + 3 min 31 s                  |                               |
| 6.º                           | Daniel Felipe Martínez        | EF Education First            | + 3 min 49 s                  |                               |
| 7.º                           | Cristián Rodríguez            | Caja Rural-Seguros RGA        | + 4 min 28 s                  |                               |
| 8.º                           | James Knox                    | Deceuninck-Quick Step         | + 5 min 08 s                  |                               |
| 9.º                           | Mark Padun                    | Bahrain-Merida                | + 5 min 36 s                  |                               |
| 10.º                          | Hugh Carthy                   | EF Education First            | + 5 min 43 s                  |                               |

### Clasificación por equipos
| Clasificación por equipos | Clasificación por equipos | Clasificación por equipos | Clasificación por equipos |
| Equipo                    | Equipo                    | Tiempo                    |                           |
| ------------------------- | ------------------------- | ------------------------- | ------------------------- |
| 1.º                       | Movistar Team             | 56 h 19 min 51 s          |                           |
| 2.º                       | Team Jumbo-Visma          | + 39 s                    |                           |
| 3.º                       | EF Education First        | + 3 min 47 s              |                           |
| 4.º                       | Team Sunweb               | + 4 min 24 s              |                           |
| 5.º                       | Astana                    | + 7 min 26 s              |                           |
| 6.º                       | Mitchelton-Scott          | + 9 min 00 s              |                           |
| 7.º                       | UAE Team Emirates         | + 9 min 10 s              |                           |
| 8.º                       | AG2R La Mondiale          | + 9 min 43 s              |                           |
| 9.º                       | Bahrain-Merida            | + 10 min 36 s             |                           |
| 10.º                      | Dimension Data            | + 11 min 42 s             |                           |

## Abandonos
- Gregor Mühlberger, con problemas de salud, abandonó durante la etapa.[2]